# Liste des maires de Santiago
Le maire de Santiago (en espagnol : alcalde de Santiago) est la personnalité élue placée à la tête de l'administration de la commune de Santiago, située au centre de l'agglomération du même nom, capitale du Chili.

## Histoire
La fonction est créée en 1888 avec l'élection de Carlos Concha Subercaseaux. De 1941 à 1992, le maire est nommé par le président de la République. Enfin depuis 1992, il est de nouveau élu.
La première femme a été élue en 1939, deux ont été nommées et deux autres élues après 1992.

## Élection
Le maire est élu au suffrage universel pour un mandat de quatre ans et peut remplir au maximum trois mandats consécutifs. La dernière élection a eu lieu les 26 et 27 octobre 2024.

## XXesiècle
- 1953-1957 : María Teresa del Canto

| Nom | Nom                          | Nom | Dates du mandat  | Dates du mandat  | Parti |
| --- | ---------------------------- | --- | ---------------- | ---------------- | ----- |
|     | Jaime Ravinet                |     | 11 mars 1990     | 6 décembre 2000  | PDC   |
|     | Joaquín Lavín                |     | 6 décembre 2000  | 6 décembre 2004  | UDI   |
|     | Raúl Alcaíno                 |     | 6 décembre 2004  | 6 décembre 2008  | UDI   |
|     | Pablo Antonio Zalaquett Said |     | 6 décembre 2008  | 6 décembre 2012  | UDI   |
|     | Carolina Tohá                |     | 6 décembre 2012  | 6 décembre 2016  | PPD   |
|     | Felipe Alessandri            |     | 6 décembre 2016  | 28 juin 2021     | RN    |
|     | Irací Hassler                |     | 28 juin 2021     | 15 novembre 2024 | PC    |
|     | Dafne Concha Ferrando        |     | 15 novembre 2024 | 5 décembre 2024  | PC    |
|     | Mario Desbordes              |     | 6 décembre 2024  | en fonction      | RN    |